# مارپیچ استخوان‌ها
هزارتوی استخوان (به انگلیسی: The Maze of Bones) رمانی نوشتهٔ ریک ریوردن است. این رمان جلد اول مجموعهٔ «۳۹ سرنخ» است.